# Can Corbera (Viladecavalls)
Can Corbera és una masia del municipi de Viladecavalls (Vallès Occidental) inclosa en l'Inventari del Patrimoni Arquitectònic de Catalunya.

## Descripció
Masia situada al nord de Viladecavalls, prop de la via del tren i de l'estació del municipi. La casa està formada per diferents cossos annexes, cadascun amb una teulada a diferent alçada i orientació. El cos original destinat a l'habitatge està en desús i es va construir un de nou al costat.
El cos d'habitatge primigeni presenta coberta de teules àrabs amb teulada d'una sola inclinació i sense ràfec. L'aparell dels murs és de pedres mal tallades, restes d'arrebossats i pedres cantoneres. La porta d'entrada és d'arc rodó de mig punt adovellat i amb restes d'emblanquinat. Hi ha un banc de pedra adossat a la façana. Al pis hi ha una finestra rectangular emmarcada i amb motllura treballada a l'intradós de l'emmarcament i també a l'ampit. A la llinda s'hi distingeix el monograma "IHS" i la data de 1/6/12 no prou definida en el segon número. Al registre de les golfes hi ha una finestra tapiada. A la façana est hi ha una finestra rectangular amb la llinda decorada amb un relleu en forma d'arc conopial.
A l'esquerra hi ha un cos més baix amb el carener horitzontal a la façana i d'escàs voladís amb decoració de dues fileres de caps de teules. Davant del frontis s'obre el pati envoltat de tanca i portalada d'accés.
La portalada d'entrada al pati que s'obre davant de la masia, és rectangular i d'arc rebaixat adovellat. A sobre té una teuladeta de voladís de dues vessants de teules àrabs. Dessota hi ha decoració en dues fileres amb cap de teules. La tanca que l'envolta és d'aparell de pedres de riu.